# Dæk (hjul)
 For alternative betydninger, se Dæk. (Se også artikler, som begynder med Dæk)
Et dæk udgør den affjedrende yderste del af et hjul. Dæk er som oftest lavet af en gummiblanding, og er i princippet de tre sider af en ballon, hvor fælgen udgør den sidste side. Der findes dog også massive dæk, som ikke indeholder luft, ligesom dæk findes både slangeløse, som oftest på biler, samt med slange, som på cykler og knallerter.
Dækkets funktion er dels at skabe den korrekte friktion mellem vej og hjul, dels at mindske vibrationer fra ujævnheder i vejbanen. Dæk er afgørende for en bils styre-, accelerations- og bremseegenskaber. Mellem forskellige dækfabrikater kan der være yderst store udsving i kvaliteten, og dermed funktionen, under brugsforhold.
I de fleste lande er der regler om, at der skal være en vis mønsterdybde i dæk, der benyttes på offentligt tilgængelig vej.
Dæk skal være markeret med en tal- og bogstavkode. F.eks. 175/65 R 14 82T. Alle disse er koder, der beskriver dækkets størrelse og egenskaber. I nævnte eksempel betyder den angivne kode følgende:
- 175 dækkets bredde i mm
- 65 er dækkets højde i procent af bredden
- R betyder radialdæk
- 14 er fælgens diameter i tommer
- 82 er dækkets belastningsindex, også benævnt Loadindex (LI), som fortæller hvor meget vægt dækket er konstrueret til at bære
- T er en hastighedskode, der angiver med hvilken hastighed dækket maksimalt må køre.

På mange dæk er der også et DOT-nummer (se illustration) fx "DOT 9C8N L5W T  0312". DOT er (United States) Department of Transportation forkortet.
Man skal altid sørge for at nye dæk overholder de minimumskrav til belastings– og hastighedsindex, der gælder for det pågældende køretøj i det land man kører i.
Hvis man skal skifte dæk eller fælg, er det vigtigt, at man følger disse koder. Hvis ikke dækket passer både til fælgen og køretøjet, kan man risikere bøder eller ulykker i trafikken. På nogle af dækfirmaernes hjemmesider kan man finde omregningstabeller, der kan hjælpe, hvis man vil vælge andre dæk.
Man skal altid sikre sig, at dækkene ikke er for gamle. Koden 0213 betyder uge 2 i 2013. Dæk (gummiet) ældes ved Sollys/Ultraviolet lys. Dæk har en max. holdbarhed afhængig af forskellige forhold på 5-7 år. Så dæk ældes, uanset kørte km. Det anbefales, at man generelt parkerer i skyggen, så man undgår sollys.  

## Galleri
- Dækkets opbygning
- Nye autodæk med farvemarkeringer og tydeligt dækmønster
- Pigdæk på en cykel
- Dæk og slange på en cykel
- Snekæder monteret på hjul (Honda)
- Lavprofildæk (Mercedes)
- Pigdæk på en bil
- Sommerdæk på veteranbil
- Groft mønster på terrændæk
- Massive dæk på entreprenørmaskine
- Måling af slidbane
- Dæk på Metro'en i Paris
- Mønsterdybdeindikator i dækmønster
- Tvillingemonterede dæk på lastbil
- Brug af gamle dæk
- Afbrænding af dæk